# EKZ CrossTour Dielsdorf 2014
De EKZ CrossTour Dielsdorf van 2014 werd gehouden op 5 oktober in Dielsdorf. De wedstrijd maakte deel uit van de EKZ CrossTour 2014. In 2013 won de Nederlander Lars van der Haar. Deze editie werd gewonnen door de Fransman Francis Mourey.

## Mannen elite

### Uitslag
| Plaats  | Naam              | Ploeg                   | Tijd    |
| ------- | ----------------- | ----------------------- | ------- |
| Winnaar | Francis Mourey    | FDJ.fr                  | 1u01'58 |
| 2       | Clément Venturini | Cofidis                 | + 5"    |
| 3       | Enrico Franzoi    | Dteam SMP-Essegidue     | + 26"   |
| 4       | Steve Chainel     | AG2R La Mondiale        | z.t.    |
| 5       | Bryan Falaschi    | Selle Italia-Guerciotti | + 27"   |
| 6       | Arnaud Grand      | BMC                     | z.t.    |
| 7       | Sascha Weber      | Veranclassic-Doltcini   | + 30"   |
| 8       | Fabien Doubey     | CC Étupes               | + 43"   |
| 9       | Tomáš Paprstka    | Remerx-Merida           | + 51"   |
| 10      | Simon Zahner      | EKZ                     | + 1'15" |
| 11      | 0                 |                         |         |
| 12      | 0                 |                         |         |
| 13      | 0                 |                         |         |
| 14      | 0                 |                         |         |
| 15      | 0                 |                         |         |

| Pos. | Punten |
| ---- | ------ |
| 1    | 80     |
| 2    | 60     |
| 3    | 40     |
| 4    | 30     |
| 5    | 25     |
| 6    | 20     |
| 7    | 17     |
| 8    | 15     |
| 9    | 12     |
| 10   | 10     |
| 11   | 8      |
| 12   | 5      |
| 13   | 4      |
| 14   | 2      |
| 15   | 1      |

 EKZ CrossTour Baden · 
 EKZ CrossTour Dielsdorf · 
 EKZ CrossTour Hittnau · 
 EKZ CrossTour Eschenbach